# ياليتزا أباريسيو
ياليتزا أباريسيو مارتينيز (بالإسبانية: Yalitza Aparicio)‏ (من مواليد 11 ديسمبر 1993) ممثلة مكسيكية ظهرت لأول مرة في فيلمها كليو في فيلم الدراما روما عام 2018 لألفونسو كوارون، والتي حصلت عليها على جائزة الأوسكار لأفضل ممثلة، وصفتها مجلة التايم بأنها واحدة من أكثر 100 شخص نفوذا في العالم في عام 2019، كما عينتها منظمة الأمم المتحدة للثقافة والتربية والعلوم «اليونيسكو» سفيرة للنوايا الحسنة من أجل السكان الأصلين.

## روابط خارجية
- ياليتزا أباريسيو على موقع IMDb (الإنجليزية)
- ياليتزا أباريسيو على موقع روتن توميتوز (الإنجليزية)
- ياليتزا أباريسيو على موقع ألو سيني (الفرنسية)
- ياليتزا أباريسيو على موقع قاعدة بيانات الفيلم (الإنجليزية)